# Думнов, Владимир Васильевич
Владимир Васильевич Думнов (1854—1926) — русский книгоиздатель и книгопродавец.

## Биография
Родился в 1854 году.
Сначала работал приказчиком в московской издательской фирме Салаевых, которую Думнов приобрел в 1886 году. Руководимое им предприятие — «Наследники братьев Салаевых» — выпускало в учебную литературу для средних и начальных школ. Приумножив своё состояние, он создал торговый дом, который помимо учебной, выпускал и художественную литературу, в том числе русских писателей.
Оптовая торговля осуществлялась в магазине на Мясницкой улице, розничная — в Неглинном проулке. Был главным поставщиком школьных учебников наряду с издательством И. Д. Сытина. В 1912 году фирма Думнова превратилась в «Товарищество на паях», куда были привлечены капиталы таких предпринимателей, как Н. Н. Клочков, И. Н. Кушнерев и других.
После Октябрьской революции предприятие продолжило работу и выпускало учебники по заказу Наркомпроса РСФСР. В 1919 году его деятельность прервалась, но возобновилась в 1924 году. Через два года, после смерти В. В. Думнова, оно слилось с государственным издательством «Работник просвещения».
С 1888 года Думнов владел в Москве домом № 5-а по Малому Кисловскому переулку. Умер в 1926 году в Москве. Похоронен на Ваганьковском кладбище. Был женат на одной из племянниц Ф. И. Салаева.